# Hasan Mazhar

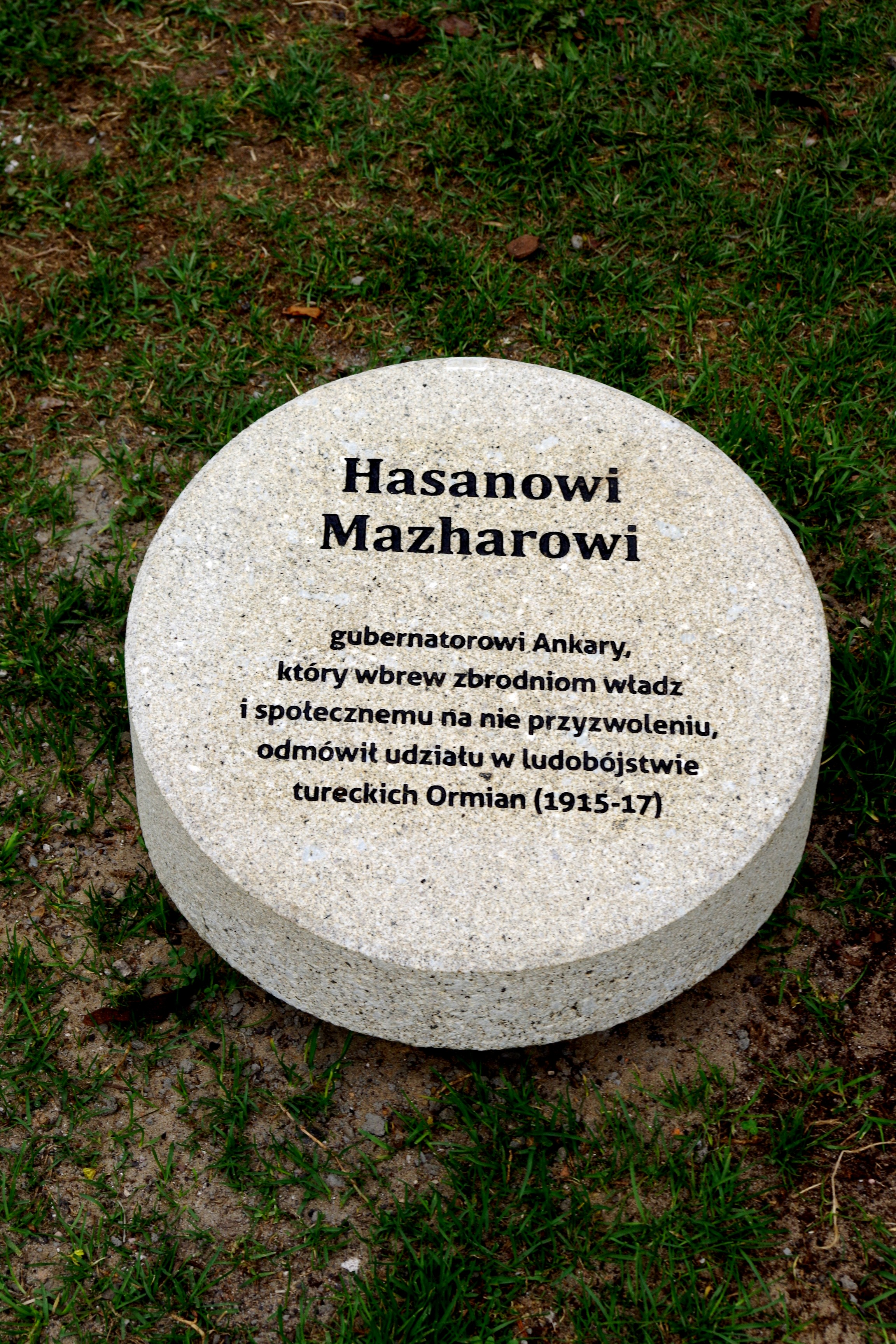
La piedra que conmemora a Hasan Mazhar en el Jardín de los Justos entre las Naciones en Varsovia.

Hasan Mazhar o Hasan Mazhar Bey fue gobernador de Ankara en el Imperio otomano, quién se negó a participar en el genocidio armenio realizado entre 1915 y 1917, por lo cual, fue destituido de su cargo. En 1918, encabezó la Comisión Mazhar, la cual se encarga de investigar los crímenes cometidos durante el genocidio armenio.
El 23 de noviembre de 1918, el sultán Mehmed VI estableció una comisión de investigación del gobierno, en el que nombró a Mazhar como su presidente. La comisión comenzó a investigar los crímenes perpetrados por oficiales otomanos, cometidos principalmente contra los representantes de la población armenia. Mazhar Bey exigió a todos los gobernadores provinciales que proporcionaran todos los telegramas que contuvieran las órdenes de deportación y asesinatos de armenios. A pesar de las instrucciones de destruir los originales de as órdenes después de dictarse, algunos oficiales retuvieron los telegramas, y la comisión pudo obtenerlas para la investigación.
La formación de un tribunal militar que investigara los crímenes de los Jóvenes Turcos, fue una continuación de la obra de la Comisión Mazhar, y el 16 de diciembre de 1918, el sultán estableció formalmente esos tribunales. En las provincias, se crearon tres tribunales militares y diez cuerpos judiciales para la investigación.
El 27 de abril de 2015, una piedra fue erigida en el Jardín de los Justos entre las Naciones en Varsovia, par conmemorar su personas y se plantó un árbol del recuerdo.